# Lądowisko Ostrołęka
Lądowisko Ostrołęka – lądowisko sanitarne w Ostrołęce, w województwie mazowieckim, położone przy Al. Jana Pawła II 120 A. Przeznaczone jest do wykonywania startów i lądowań śmigłowców sanitarnych i ratowniczych w dzień i w nocy o dopuszczalnej masie startowej do 5700 kg. 
Zarządzającym lądowiskiem jest Mazowiecki Szpital Specjalistyczny im. dr. Józefa Psarskiego. W roku 2010 zostało wpisane do ewidencji lądowisk Urzędu Lotnictwa Cywilnego pod numerem 60